# Joseph Delage
Pour les articles homonymes, voir Delage.
Joseph Delage (né à Rochefort (Charente-Maritime) le 31 janvier 1862 - mort près de l'île San Pietro, Sardaigne), le 19 mars 1917), est un officier de marine français.

## Biographie
Il entre à l'École navale en octobre 1878 et en sort aspirant de 1re classe en octobre 1881. Il sert alors à la division navale du Pacifique sur le Montcalm (1882). 
Enseigne de vaisseau (octobre 1883), il est second de l'aviso à roues Vigilant à la station de la Guyane (1885-1886) et obtient deux témoignages de satisfaction pour son activité au moment du chavirement de la goélette Saint-Paul sur le banc de Mana et lors du renflouement de la Fleur-de-la-mer. 
En 1887, il passe sur le croiseur Milan en Méditerranée, est nommé lieutenant de vaisseau en novembre 1888 et sort major de l’École des torpilles sur l'Algésiras en 1890. 
Officier torpilleur sur le cuirassé Marceau en Méditerranée, il rédige à ce moment-là une Étude sur l'éclairage électrique du cuirassé d'escadre le Marceau  (1891) puis sert ensuite en escadre du Nord où il est remarqué par l'amiral Gervais. En 1893, il commande un petit torpilleur de la défense mobile à Rochefort et se montre très habile manœuvrier puis devient officier instructeur à la défense fixe de Rochefort en 1895. 
En 1896, il commande le Gymnote et s'applique à rendre opérationnel le premier sous-marin de la Marine française. En 1897, il prend le commandement du sous-marin Gustave Zédé, en 1899 du transport Isère puis sert en 1900 comme officier torpilleur sur le croiseur Amiral Charner en Extrême-Orient. Il prend alors part aux opérations de Chine de juin 1900 à août 1901. 
Chef du secrétariat à la défense fixe de Rochefort (1902), adjoint au directeur des défenses sous-marines, capitaine de frégate (mars 1904), il commande en second le cuirassé Henri IV en escadre du Nord. Il est ensuite nommé aide de camp à la majorité générale à Rochefort (1906) et commande en 1907 la 1re flottille de sous-marins à Toulon avant de devenir en 1909, directeur des mouvements du port de Rochefort. 
Envoyé en 1910 au Comité technique de la marine, il devient membre de la Commission permanente de contrôle du règlement d'armement, est promu capitaine de vaisseau en février 1911 et commande l'année suivante le croiseur cuirassé Bruix dans le sud de la Méditerranée, obtenant en août 1913 un témoignage de satisfactions pour son rôle pendant les conflits des Balkans lorsqu'il sauva l'île de Samos d'un bombardement et quand il porta secours aux paquebots Sénégal et Nevada en perdition. 
Aux commandes du 1er régiment de fusiliers marins dans la brigade de l'amiral Ronarc'h, il se distingue durant les combats de l'Yser et de Dixmude et est blessé le 23 octobre 1914. 
Le 9 mai 1915, il arrête un assaut contre Nieuport. Nommé commandant du cuirassé Danton en Méditerranée, il part de Toulon le 18 mars 1917 pour rejoindre l'armée navale à Corfou mais est torpillé par le sous-marin allemand U-64 dans l'après-midi du 19 mars près de l'île de San Pietro (Sardaigne).

## Récompenses et distinctions
- Commandeur de la Légion d'honneur. Chevalier, officier puis commandeur de la Légion d'honneur[1].
- Croix de guerre 1914–1918. Croix de Guerre avec citation à l'ordre de l'Armée navale (1914).
- Son nom figure sur les monuments aux morts de Champagne-et-Fontaine et de Rochefort ainsi que sur la plaque commémorative de l'église Saint-Louis à Rochefort.
- Il apparaît dans le tome 3 de Pêcheur d'écume, bande dessinée racontant sur deux générations la vie d'un marin pêcheur de Douarnenez de 1900 à 1950.